# شعب الدرد

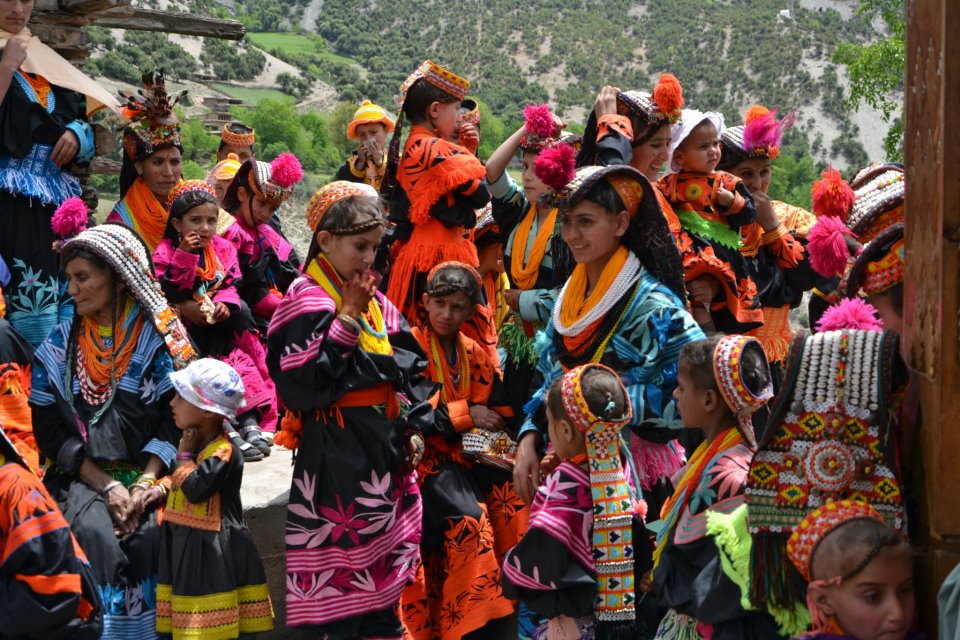

شعب الدرد هي من مجموعة من الشعوب الهندوآرية الموجودة في شمال باكستان وشمال الهند وشرق أفغانستان. وهم يتحدثون بالغات الدردية، التي تنتمي إلى عائلة الهندوآرية. أكبر عدد من شعب الدرد يتواجدون في غلغت-بلتستان وخيبر بختونخوا، باكستان وفي وادي كشمير ووادي شيناب في الهند. وتوجد أعداد قليلة من شعب الدرد في لداخ في الهند وشرق أفغانستان. والدرد هم أكبر مجموعة في الشعب الكشميري، ويبلغ عدد الشعب الكشميري أكثر من 5.5 مليون نسمة.
يدين أغلبهم بالإسلام السني مع وجود أقلية شيعية أغلبهم إسماعيلية، وتدين قبيلة الكيلاش بالهندوسية.
، وكذلك بانديت الكشمريريون. وفي قريتي هانوّ ودا في لداخ، ومنقطة بروكبا يُدينون بالبون (ديانة تبتية قديمة، قبل دخول البوذية إلى التبت).